# Иван Дела-Кроче
Иван Дела-Кроче (Ужице, 1997) је српски џијуџицу и џудо борац италијанског порекла. Завршио је Факултет спорта и физичког васпитања Универзитета у Новом Саду. Вишеструки је европски и светски шампион. Одрастао је и живи у Новом Саду. Презиме му је италијанско, пошто му је деда наставник музичког пореклом из Трста.

## Каријера[4]
| година | такмичење                     | локација                  | резултат          | категорија         |
| ------ | ----------------------------- | ------------------------- | ----------------- | ------------------ |
| 2017   | Европско првенство за јуниоре | Румунија                  | 3. место (бронза) | У21 - до 69 кг     |
| 2017   | Европско првенство за сениоре | Босна и Херцеговина       | 7. место          | одрасли - до 69 кг |
| 2018   | Европско првенство за сениоре | Пољска                    | 13. место         | одрасли - до 69 кг |
| 2018   | Балкан опен                   | Грчка                     | 1. место (злато)  | одрасли - до 69 кг |
| 2018   | Светско првенство за сениоре  | Шведска                   | 5. место          | одрасли - до 69 кг |
| 2019   | Гренд слем Париз опен         | Француска                 | 5. место          | одрасли - до 69 кг |
| 2019   | Европско првенство            | Румунија                  | 5. место          | одрасли - до 69 кг |
| 2019   | Балкан опен                   | Румунија                  | 3. место (бронза) | одрасли - до 69 кг |
| 2019   | Герман опен                   | Немачка                   | 3. место (бронза) | одрасли - до 69 кг |
| 2019   | Светско првенство за одрасле  | Уједињени Арапски Емирати | 3. место (бронза) | одрасли - до 69 кг |
| 2021   | Европско првенство            | Немачка                   | 5. место          | одрасли - до 69 кг |
| 2021   | Светско првенство             | Уједињени Арапски Емирати | 9. место          | одрасли - до 69 кг |
| 2022   | Европско првенство            | Израел                    | 1. место (злато)  | одрасли - до 69 кг |
| 2022   | Светске игре                  | САД                       | 2. место (сребро) | одрасли - до 69 кг |
| 2022   | Светско првенство             | Уједињени Арапски Емирати | 3. место (бронза) | одрасли - до 69 кг |
| 2023   | Тајланд опен                  | Тајланд                   | 1. место (злато)  | одрасли - до 69 кг |
| 2023   | Светско првенство             | Монголија                 | 2. место (сребро) | одрасли - до 69 кг |